# Клейбус, Фёдор Степанович
Фёдор Степанович Клейбус (1918—1993) — капитан Советской Армии, участник Великой Отечественной войны, Герой Советского Союза (1945).

## Биография
Фёдор Клейбус родился 26 апреля 1918 года в селе Жёлтое (ныне — Славяносербский район Луганской области Украины). После окончания восьми классов школы работал осмотрщиком вагонов. В ноябре 1939 года Клейбус был призван на службу в Рабоче-крестьянскую Красную Армию. С июня 1941 года — на фронтах Великой Отечественной войны. В 1942 году Клейбус окончил Ростовское военно-политическое училище, в декабре 1943 года — курсы при Днепропетровском артиллерийском училище. Принимал участие в боях на Северо-Западном, Калининском, 2-м Прибалтийском, 1-м и 4-м Украинском фронтах, три раза был ранен. К январю 1945 года старший лейтенант Фёдор Клейбус командовал батареей 171-го истребительно-противотанкового артиллерийского полка 18-й истребительно-противотанковой артиллерийской бригады 22-й армии 2-го Прибалтийского фронта. Участвовал в сражениях на территории Латвийской ССР.
1 января 1945 года во время боя в районе деревни Кумбри Тукумского района Клейбус заменил собой погибшего наводчика и лично уничтожил 2 немецких танка и несколько десятков солдат и офицеров противника. Когда были израсходованы почти все снаряды, Клейбус вызвал огонь артиллерии на себя, что позволило удержать позиции до подхода основных сил.
Указом Президиума Верховного Совета СССР от 29 июня 1945 года за «образцовое выполнение боевых заданий командования на фронте борьбы с немецкими захватчиками и проявленные при этом мужество и героизм» капитан Фёдор Клейбус был удостоен высокого звания Героя Советского Союза с вручением ордена Ленина и медали «Золотая Звезда» за номером 3139.
В 1946 году в звании капитана Клейбус был уволен в запас. Проживал в посёлке Родаково Луганской области, работал заместителем начальника отдела вагонного хозяйства Ворошиловградского отделения Донецкой железной дороги. Скончался 7 декабря 1993 года.
Был также награждён орденами Александра Невского, Отечественной войны 1-й степени, Красной Звезды, рядом медалей.